# Rhys ap Tudur
Rhys ap Tudur (mort en 1412) est un noble gallois. Il est un frère de Maredudd ap Tudur et de Gwilym ap Tudur.
Rhys sert comme shérif d'Anglesey durant les années 1370 et 1380. Rhys accompagne ensuite le roi d'Angleterre Richard II lors de son expédition en Irlande en 1398. 
En 1400, il soutient la révolte des Gallois conduite par son cousin Owain Glyndŵr contre le roi Henri IV d'Angleterre. Le 1er avril 1401, il s'empare avec son frère Gwilym du château de Conwy pour le compte de Glyndŵr et négocie secrètement avec le chef militaire anglais Harry Hotspur, qui se rebelle contre Henri IV en 1403. 

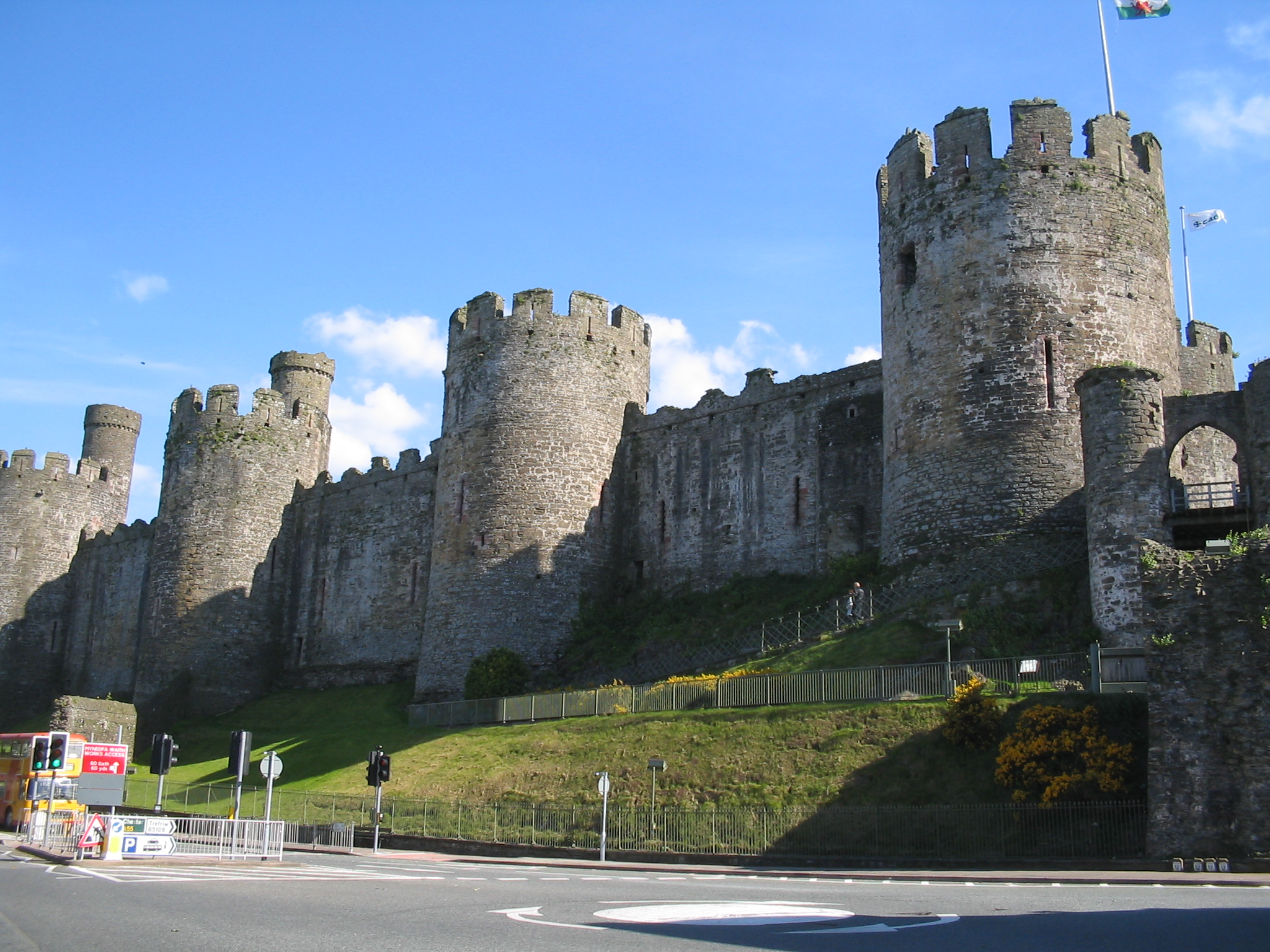
Le château de Conwy

Déclaré hors-la-loi comme ses deux frères en 1406, Rhys est capturé et exécuté à Chester en 1412.

## Sources
- Ralph Alan Griffiths ; Roger S. Thomas, (1985). The Making of the Tudor Dynasty. New York : St. Martin's Press.  (ISBN 978-0-31250-745-9).
- Thomas Nicholas, (1872). Annals and Antiquities of the Counties and County Families of Wales. 1. Londres : Genealogical Publishing.